# 3553 Mera
3553 Mera (1985 JA) là một tiểu hành tinh Amor được phát hiện ngày 14 tháng 5 năm 1985 bởi C. Shoemaker ở Palomar. Nó đã được đặt tên cho Maera, con gái Praetus.